# Эллис-Бекстор, Софи
Со́фи Мише́ль Э́ллис-Бе́кстор (англ. Sophie Michelle Ellis-Bextor; род. 10 апреля 1979, Хаунслоу, Лондон, Англия) — британская певица, композитор.

## Юность
Родилась в лондонском боро Хаунслоу в семье актрисы и телеведущей Дженет Эллис и телережиссёра и продюсера Робина Бекстора. Родители развелись, когда Софи было четыре года. У Софи есть три сестры и два брата. Софи училась в школе Святого Стефана и позже в школе Годольфина и Латимера в Хаммерсмите. Среди её самых ранних публичных выступлений была детская Опера W11 в возрасте тринадцати лет.

## Карьера
Начала музыкальную карьеру в 1997 году в качестве вокалистки группы theaudience, игравшей в стиле инди-рок, однако группа не просуществовала и года. Софи пыталась начать карьеру модели и засела за написание книги, но вскоре эти занятия ей наскучили.
В 2000 году венецианский диджей Кристиано Спиллер (DJ Spiller) предложил Софи принять участие в записи вокала к его композиции «Groovejet», успевшей попасть во многие танцевальные сборники, которая получила добавочное название «If This Ain’t Love» («Если это не любовь»). Песня попала на первые места во множестве хит-парадов. Этот успех во многом предопределил начало сольной карьеры Эллис-Бекстор.
Выход пятого альбома певицы под названием Wanderlust изначально был запланирован на осень 2013 года, но позже было объявлено о перенесении даты на январь 2014 года.
Осенью 2013 года Софи участвовала в телевизионном танцевальном шоу «Танцы со звёздами», заняв четвёртое место. Её партнёром был профессиональный танцор Брендан Коул.
В 2014 и 2016 годах вышли альбомы Wanderlust и Familia.
В 2020 году, во время пандемии COVID-19 в Великобритании, она еженедельно выступала в прямом эфире с концертами «Дискотека на кухне» с участием себя и своей семьи, транслировавшимися в прямом эфире с их кухни в Instagram.
Начиная с 24 июня 2020 года Софи запустила еженедельный подкаст под названием «Вращающиеся тарелки с Софи Эллис-Бекстор», в котором она берет интервью у работающих матерей. Среди гостей были Фирн Коттон, Кейтлин Моран, Майлин Класс и Джанет Эллис.
16 июля 2020 года она анонсировала альбом величайших хитов Songs From the Kitchen Disco. Альбому предшествовал выпуск сингла «Crying at the Discoteque», кавер-версии песни Alcazar, которую она исполнила во время своих концертов в закрытом режиме в сентябре 2020 года. Она исполнила сингл на шоу Грэма Нортона в канун Нового года.
В 2020 году Эллис-Бекстор участвовала во втором сезоне шоу The Masked Singer в роли инопланетянина. Она была первой певицей, которую разоблачили.

## Личная жизнь
С 25 июня 2005 года Софи замужем за бас-гитаристом британской группы The Feeling Ричардом Джонсом, с которым она встречалась два года до их свадьбы. У супругов пятеро сыновей: Санни Джонс (род. 23 апреля 2004), Кит Валентайн Джонс (род. 7 февраля 2009), Рэй Холидей Джонс (род. 25 апреля 2012), Джесси Джонс (род. 3 ноября 2015) и Майки Джонс (род. 7 января 2019).
Была близкой подругой английской телеведущей Кэрон Китинг, умершей от рака 13 апреля 2004 года в 41-летнем возрасте.

## Группа
- Фил Уилкинсон — ударные
- Ричард Джонс — бас-гитара
- Сиаран Джеремиа — клавишные
- Сетон Даунт — гитара

## Дискография
Студийные альбомы
- Read My Lips (2001)
- Shoot from the Hip (2003)
- Trip the Light Fantastic (2007)
- Make a Scene (2011)
- Wanderlust (2014)
- Familia (2016)
- The Song Diaries (2019)
- Hana (2023)[13]

## Туры
В качестве хедлайнера
- 2002—2003: «Read My Lips Tour[англ.]» (Великобритания и Европа)
- 2009—2010: «Straight to the Heart 2010 Tour» (Великобритания, Европа, Азия и США)[14]
- 2014: «Wanderlust Tour» (Великобритания)[15]
- 2017: «Familia Tour» (Великобритания)[16]

В качестве разогревающего исполнителя
- 2006: «25 Live[англ.]» (На разогреве у Джорджа Майкла во время его тура по Великобритании и Ирландии)
- 2007: «Beautiful World Live[англ.]» (На разогреве у Take That во время их тура по Великобритании и Ирландии)
- 2010: «The Pandemonium Tour[англ.]» (на разогреве у Pet Shop Boys во время их британского тура)[17]
- 2011: «Erasure Total Pop! Forest UK Tour» (на разогреве у Erasure)

## Модельная карьера
В мае 2008 года сообщалось, что Эллис-Бекстор была нанята брендом косметики Rimmel как одной из их новых лиц. Вопреки ранним сообщениям, Эллис-Бекстор не будет заменять Кейт Мосс как главное лицо косметики. Песня Софи Эллис-Бекстор «Sophia Loren» звучала в рекламе Rimmel для линии Sexy Curves.